# Riccardo Filippi
Riccardo Filippi (* 25. Januar 1931 in Ivrea; † 21. April 2015) war ein italienischer Radrennfahrer und Weltmeister. 
Als Amateurfahrer war Filippi bei größeren Straßenrennen nicht aufgefallen, bis er 1953 im Alter von 22 Jahren bei den Straßenweltmeisterschaften überraschend den Titel bei den Amateuren gewann. Er ließ dabei sowohl den ein Jahr älteren späteren Tour-de-France- und Giro-d’Italia-Sieger Gastone Nencini als auch den späteren Profiweltmeister von 1960 und 1961 Rik Van Looy hinter sich. 
Nach dem Gewinn des Weltmeisterschaftstitel wurde Filippi Berufsrennfahrer. Er wurde vom italienischen Rennstall Bianchi-Pirelli unter Vertrag genommen, dem auch der Profiweltmeister von 1953 Fausto Coppi angehörte. Mit ihm als Partner gewann Filippi seinen ersten Berufsfahrersieg beim Zweierstraßenrennen Trofeo Baracchi 1953. Diesen Erfolg konnte Filippi in den Jahren 1954 und 1955 ebenfalls mit Coppi wiederholen. 
1954 nahm Filippi erstmals am Giro d’Italia teil, schied aber im Laufe des Rennens aus. Ein Jahr später konnte er sich beim Giro besser in Szene setzen und kam im Gesamtklassement unter 86 Fahrern auf den 37. Platz. Sein bestes Giro-Ergebnis erreichte Filippi 1956 als 25., die letzte Giro-Teilnahme war 1957, dort schied er wieder vorzeitig aus. 
Seine letzte nennenswerte Platzierung erreichte Filippi 1958 beim Straßenrennen Mailand–Sanremo, das er als Zehnter beendete. 1960 fuhr er für das italienische Team Gazzola, in dem auch mehrere deutsche Fahrer standen (Fischerkeller, Junkermann, Reitz), seine letzten Rennen als Berufsfahrer.